# Pleakivka, Kameanka
Pleakivka (în ucraineană Пляківка) este un sat în comuna Revivka din raionul Kameanka, regiunea Cerkasî, Ucraina.

## Demografie
Componența lingvistică a localității Pleakivka
     Ucraineană (95,18%)
     Rusă (4,46%)
     Alte limbi (0,12%)
Conform recensământului din 2001, majoritatea populației localității Pleakivka era vorbitoare de ucraineană (95,18%), existând în minoritate și vorbitori de rusă (4,46%).